# Ewa Gruszczyńska
Ewa Danuta Gruszczyńska (ur. 20 marca 1953 w Warszawie) – polska filolożka, językoznawczyni, tłumaczka z języka szwedzkiego, dr hab. nauk humanistycznych w zakresie językoznawstwa. .

## Życiorys
Absolwentka filologii polskiej na Uniwersytecie Warszawskim (1977). W latach 1993-1994 odbyła studia podyplomowe na Uniwersytecie w Uppsali (Svenska för utländska talande). W 2001 roku doktoryzowała się na Uniwersytecie w Uppsali na podstawie rozprawy Linguistic Images of Emotions in Translation from Polish into Swedish. Tytuł doktora habilitowanego nauk humanistycznych w zakresie językoznawstwa otrzymała w 2013 roku na UW na podstawie pracy rozprawy Dawne polskie przekłady prasowe. Informacja, perswazja, manipulacja.
W latach 1995–2000 wykładała na Uniwersytetach w Sztokholmie i w Uppsali. W latach 2000-2003 współpracowała z  Instytutem Dziennikarstwa UW. Od 2002 roku związana  z Instytutem Lingwistyki Stosowanej na Wydziale Lingwistyki Stosowanej Uniwersytetu Warszawskiego.  W latach 2016-2020 pełniła funkcję dyrektora Instytutu. W latach 2014-2020 roku kierowała Pracownią Badań Skandynawistycznych..
W swoim dorobku ma liczne publikacje z zakresu językoznawstwa oraz tłumaczenia szwedzkiej literatury pięknej na język polski, m.in. Augusta Strindberga, Hjalmara Söderberga, Svena Delblanca i Nilsa Ferlina.  . 
Członkini Polskiego Towarzystwa Językoznawczego, Polskiego Towarzystwa Lingwistyki Stosowanej, Towarzystwa Miłośników Języka Polskiego.